# Косматеско

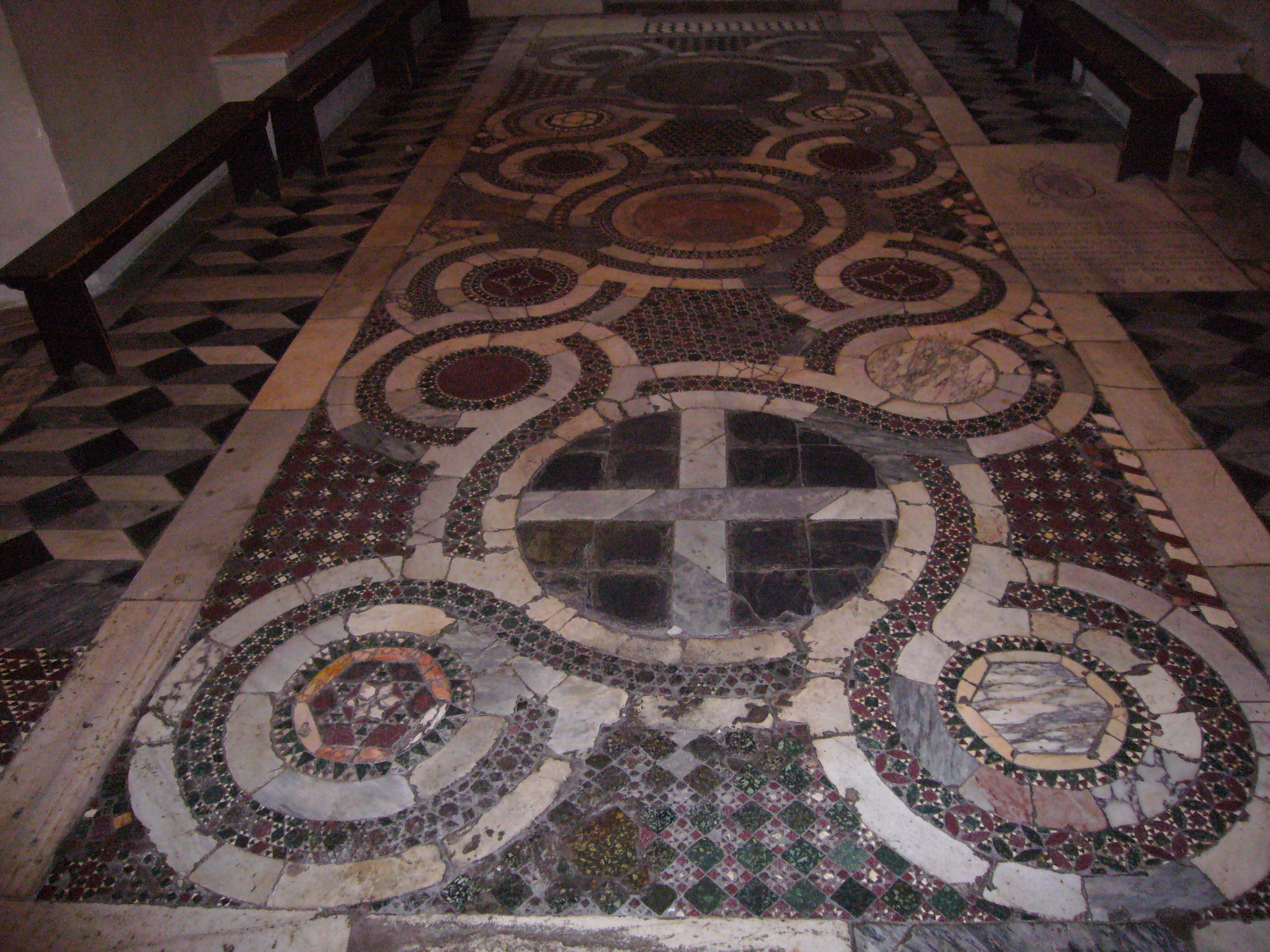
Пол в Санти-Куаттро-Коронати

Искусство косматеско (итал.  arte cosmatesco) — разновидность мозаичного набора, главным образом полов, из мелких кусочков разноцветного камня и мрамора. Типична для средневековой Италии. Связана с деятельностью нескольких поколений мастеров итальянской семьи Космати (Cosmati) XII—XIV веков. Мастера этой семьи работали в Риме и окрестностях. Название дал в 1860 году итальянский архитектор и историк искусства Камилло Бойто.
Мозаика косматеско относится к геометрическому стилю, но обладает своеобразием, обязанным обстоятельствам своего происхождения. В Древнем Риме мозаикой выкладывали полы и стены вилл, дворцов и терм. Мозаичные полы из гальки и кусочков мрамора именовали по-гречески литостротами (lithostroton — мощённый камнем), более простые, орнаментальные — павиментами (лат. pavimentum — утоптанный). Позднее появилось слово «tesselatum» — плиточный (от лат. tessera — кубик). Так же позднее стали называть кубики цветной смальты. Мастеров наборных полов именовали тесселариями, а их работу также — сектильной работой (лат. opus sectile — составное произведение). Изобразительные вставки в орнаментальную композицию называли эмблемами (по-гречески: «вставленная часть»). Затем искусство мозаичного набора из камня и мрамора, а затем из стеклянной смальты развивали в Александрии Египетской в III—II веках до н. э. и в Византии.
Мастера Космати сами себя именовали «римскими мраморщиками» (лат. marmorai romani). Они были резчиками по мрамору, скульпторами, мозаичистами. Созданный ими оригинальный стиль заключается в использовании мелкой, пёстрой мозаики из геометрических фигур: кругов, квадратов, ромбов, треугольников, в том числе фрактальных, известных в наши дни как треугольник Серпинского, из порфира, белого, жёлтого, зелёного и чёрного мрамора. Причём они инкрустировали не только полы, но и стены, колонны, порталы, амвоны, кафедры (пульпиты) храмов. Ближайший аналог — чертозианская мозаика, которую использовали монахи ордена картезианцев в Италии XV—XVI веков.
По одной из версий источники оригинального искусства космати следует искать на Востоке: в Византии и даже в искусстве ислама, по другой — исключительно в Италии, стране богатой мрамором различных цветов, что с успехом использовали в своём «искусстве облицовки» древние римляне. Так, в частности, сплошная облицовка фасадов храмов мелкими кусочками разноцветного мрамора, в том числе взятыми из руин античных построек, характерна для архитектуры Тосканы, где она имеет своё название: инкрустационный стиль. Указывается и место, где впервые проявили себя мраморщики семьи Космати — бенедиктинский монастырь Монтекассино.
Итальянский исследователь Никола Северино даже указывает имена мастеров, первым среди них был, вероятно, был мастер Паулус, оставивший свою подпись на мозаике парапета в соборе Санта_Мария-дель-Фиоре во Флоренции. К ранним произведениям семьи относятся наборные полы церкви Сан-Клементе (1084) и первой базилики Святого Петра в Ватикане (около 1120 года)
Известно, что мастер имел четырех детей, унаследовавших его искусство: Джованни, Анджело, Сассо и Пьетро. Известны и другие семьи, работавшие в том же стиле: Райнерус, Тибальти, Вассаллетто. Последние, вероятно, во многих случаях работали вместе с Космати. Известны имена Лоренцо (1140—1210), Джованни (1231—1303). В 1200-х годах работал мастер Пьетро Меллини, а также его сыновья и последователи.. На основе скудных биографических данных, но с учётом значительного количества сохранившихся произведений (полы косматеско оказались очень прочными, их даже перемещали из старых церквей в новые) можно сделать вывод о том, что это явление в искусстве значительно шире деятельности одной семьи.

## Косматеско в храмах Рима

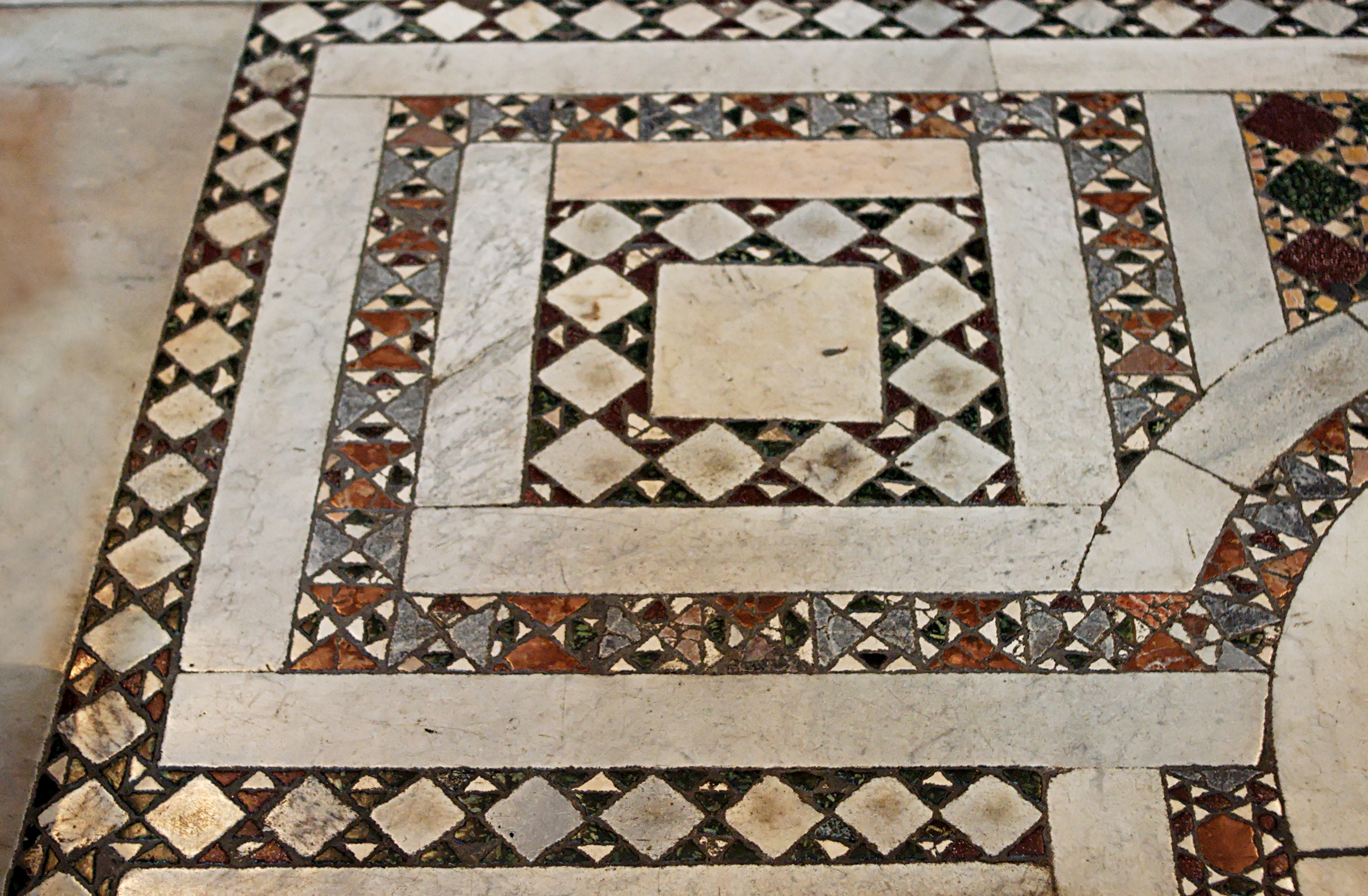
Мозаика в Санта-Мария-Маджоре

- Сан-Клементе, пол и канделябр (ок. 1130 года)
- Пол в Санта-Мария-ин-Трастевере (1130—1340-е годы)
- Пол в Санта-Кроче-ин-Джерусалемме (ок. 1145 года)
- Сан-Паоло-фуори-ле-Мура, канделябр (1170-90-е годы)
- Сант-Агата-деи-Готи, часть напольной мозаики (XII—XIII века)
- Портал, колонны и часть пола в Сант-Алессио (XII—XIII века)
- Портал San Saba (1205 год)
- Санта-Мария-ин-Козмедин
- Санти-Куаттро-Коронати
- Санта-Мария-Маджоре
- Сан-Кризогоно
- Сан-Джованни-ин-Латерано (Латеранская базилика)
- Сан-Джорджо-ин-Велабро
- Сан-Лоренцо-фуори-ле-Мура
- Санта-Мария-ин-Арачели
- Санкта-Санкторум (конец XIII века)

## Косматеско в храмах Италии
- Собор Ананьи
- Кафедральный собор Салерно (амвон)
- Церковь Святого Петра в Альба-Фученс

## Косматеско в храмах мира
- Вестминстерское аббатство (Лондон)